# Mainvoetbalkampioenschap 1912/13
In 1912/13 werd het tiende Mainvoetbalkampioenschap gespeeld, dat georganiseerd werd door de Zuid-Duitse voetbalbond. De competitie werd georganiseerd als Nordkreisliga. 
Frankfurter FV werd kampioen en nam deel aan de Zuid-Duitse eindronde, waar ze gedeelde tweede eindigden.  

## Nordkreisliga
| Plaats | Club                         | Wed. | W  | G | V  | Saldo | Ptn.  |
| ------ | ---------------------------- | ---- | -- | - | -- | ----- | ----- |
| 1.     | Frankfurter FV               | 14   | 11 | 2 | 1  | 44:12 | 24:4  |
| 2.     | FC Viktoria 94 Hanau         | 14   | 9  | 2 | 3  | 31:18 | 20:8  |
| 3.     | Offenbacher FC Kickers       | 14   | 7  | 4 | 3  | 32:31 | 18:10 |
| 4.     | FSV Frankfurt                | 14   | 6  | 3 | 5  | 19:25 | 15:13 |
| 5.     | SV Wiesbaden                 | 14   | 5  | 3 | 6  | 30:28 | 13:15 |
| 6.     | 1. Hanauer FC 1893           | 14   | 3  | 3 | 8  | 24:37 | 9:19  |
| 7.     | SC Bürgel                    | 14   | 3  | 1 | 10 | 22:38 | 7:21  |
| 8.     | Frankfurter FC Germania 1894 | 14   | 2  | 2 | 10 | 17:40 | 6:22  |

|  | Geplaatst voor Zuid-Duitse eindronde |